# Mistrovství Československa v cyklokrosu 1980
Mistrovství Československa v cyklokrosu 1980 se konalo v sobotu 12. ledna  1980 v Rožmitále pod Třemšínem.
Délka závodu byla 25,5 km a jeden okruh měřil 2500 m. Startovalo 48 závodníků.
Trasa závodu vedla skrze zámeckou zahradu.

## Přehled
| Poř.             | Jméno             | Čas        |
| Zlatá medaile    | Petr Klouček      | 1:08:40 h  |
| Stříbrná medaile | Jiří Kvapil       | + 0:15 min |
| Bronzová medaile | Václav Pochop     | + 0:20 min |
| 4                | Jan Žaloudek      | + 0:25 min |
| 5                | František Klouček | + 0:53 min |
| 6                | Jiří Sosnovec     | + 0:53 min |